# Pianoconcert voor de linkerhand (Ravel)
Het pianoconcert voor de linkerhand ofwel het Concerto pour piano (main gauche seule), in D majeur van Maurice Ravel is een concert voor piano en orkest in één deel. Het werd gecomponeerd tussen 1929 en 1931. Het ging op 5 januari 1932 in première met als solist de Oostenrijkse pianist Paul Wittgenstein.
Een fragment van dit concert werd gebruikt in het intro van het televisieprogramma De wereld van Boudewijn Buch.

## Ontstaansgeschiedenis
In 1929, een jaar na het voltooien van de Bolero, ontving Ravel ongeveer tegelijkertijd twee opdrachten voor het schrijven van een concert.
De eerste opdracht kwam van de orkestdirigent Serge Koussevitzky bij gelegenheid van de vijftigste verjaardag van het Boston Symphony Orchestra. Deze opdracht resulteerde in het Pianoconcert in G. 
De tweede opdracht kwam van Paul Wittgenstein. Deze pianist, broer van de beroemde filosoof Ludwig Wittgenstein, had in de Eerste Wereldoorlog zijn rechterarm verloren. Hij wilde desondanks als uitvoerend pianist blijven spelen en spoorde veel grote componisten aan om een werk te schrijven voor de linkerhand: zo ook Richard Strauss, Benjamin Britten en Sergej Prokofjev. Laatstgenoemde schreef naar aanleiding van dat verzoek zijn Vierde pianoconcert (voor de linkerhand).